# Restauro
Restauro – Zeitschrift für Restaurierung und die Erhaltung des Kulturerbes ist eine deutschsprachige Fachzeitschrift, die über die Restaurierung, Konservierung und Pflege von nationalem und internationalem Kulturgut berichtet. Im Fokus stehen dabei die Arbeitsergebnisse von Restauratoren, Denkmalpflegern und Kulturwissenschaftlern sowie die damit verbundenen Produkte und technischen Innovationen.
In der Restauro werden auch die Mitteilungen der IADA veröffentlicht.

## Geschichte
Restauro wurde 1894 unter dem Titel Technische Mitteilungen für Malerei gegründet und wurde 1942 vom Callwey Verlag in München übernommen. Kriegsbedingt wird sie 1944 eingestellt, um 1955 unter dem Namen Maltechnik als vierteljährliche Beilage zur Malerzeitschrift Mappe wieder zu erscheinen. 1972 wurde Restauro wieder eine selbständige Zeitschrift, zunächst unter dem Titel Maltechnik-Restauro.
Im Zeitschriften-Abonnement enthalten ist das Restauratoren-Handbuch, das 2010 zum achten Mal erschien. Es hat sich als Nachschlagewerk etabliert, das Adressen im Bereich Restaurierung, Konservierung, Museum und Denkmalpflege aus aller Welt zusammenfasst.